# Neuseeländische Badmintonmeisterschaft 1984
Die Neuseeländische Badmintonmeisterschaft 1984 fand in Auckland statt.

## Titelträger
| Disziplin    | Sieger                        |
| ------------ | ----------------------------- |
| Herreneinzel | Graeme Robson                 |
| Dameneinzel  | Linda Persson                 |
| Herrendoppel | Stephen Lobb Jacob van Selm   |
| Damendoppel  | Karen Phillips Toni Whittaker |
| Mixed        | Graeme Robson Toni Whittaker  |